# Acanthopteroctetes unifascia
Acanthopteroctetes unifascia is een vlinder uit de familie van de Acanthopteroctetidae. De wetenschappelijke naam van de soort is voor het eerst geldig gepubliceerd in 1978 door Davis.